# Локомотивний
Локомоти́вний — пасажирська зупинна залізнична платформа Лиманської дирекції Донецької залізниці.
Розташована в смт Станиця Луганська, Щастинський район, Луганської області на лінії Кіндрашівська-Нова — Довжанська між станціями Кіндрашівська (3 км) та Кіндрашівська-Нова (1 км).
Через військову агресію Росії на сході України транспортне сполучення припинене.